# Cercle de Tucker
 (juillet 2015).
La forme ressemble trop à un extrait de cours et nécessite une réécriture afin de correspondre aux standards de Wikipédia.
En géométrie, les cercles de Tucker désignent des cercles intersectant les côtés d'un triangle, généralisant le cercle de Taylor et les cercles de Lemoine. Ils ont été étudiés en 1885 par le mathématicien anglais Robert Tucker (en) ;  l'appellation "cercle de Tucker" a été donnée par J. Neuberg en 1885, mais ces cercles étaient déjà connus d’Émile Lemoine en 1873 .

## Définitions
Il existe trois façons équivalentes de construire un cercle de Tucker.

### Par homothétie
Dans une homothétie de centre le point de Lemoine L, de rapport k (différent de 1 et de 0), le triangle ABC a pour image A’B’C’. Les côtés prolongés du triangle A’B’C’ rencontrent alors ceux de ABC en six points.
Ces points sont sur un même cercle dit cercle de Tucker, et forment un hexagone de Tucker.
Le centre {\displaystyle \Omega } du cercle est le milieu du segment joignant les centres des cercles circonscrits aux deux triangles.

### Par construction des antiparallèles
On considère un point M du côté [AB], différent de A et B. En traçant l'antiparallèle à (BC) par rapport à (AB) et (AC) passant par M (soit la droite passant par M et parallèle à la tangente au cercle circonscrit de ABC en A), cette droite intersecte AC en un point N. La parallèle à (AB) passant par N intersecte (AC) en un point R. En continuant le processus, ou en traçant directement le cercle passant par M, N et R, on construit les trois points S, P et Q qui complètent l'hexagone de Tucker.
En effet, un raisonnement sur les antiparallélismes permet de vérifier que (PQ) est antiparallèle de (AC) par rapport à (BA,BC)

### Par construction de trois antiparallèles de longueur égale
Les droites (MN), (PQ) et (RS) sont antiparallèles aux côtés du triangle et les segments qu'elles déterminent sont de même longueur.
Cette propriété peut être prise comme définition en déterminant trois segments [MN], [PQ], [RS] de longueur égale et parallèles aux tangentes en A, B, C au cercle circonscrit.

## Propriétés

### Triangles tangentiels
En revenant de la construction par homothétie du cercle de Tucker pour la définition des points U, V, W. 
On définit les points U1, U2 et U3, intersections des droites (PQ), (RS) et (MN). Ils sont situés sur les symédianes. Le triangle U1U2U3 est le triangle tangentiel de UVW, et est homothétique du triangle tangentiel T1T2T3 de ABC dans l'homothétie de centre L.

### Milieu des cordes, construction à partir d'un centre donné
Les milieux forment un triangle UVW se déduisant de ABC dans une homothétie de centre L de rapport k. Dans cette homothétie, le point O a pour image Ω avec LΩ/LO = |k|. Ce point Ω est le centre du cercle circonscrit à UVW. La droite (UΩ) parallèle à (OA) est perpendiculaire à (MN), c'est la médiatrice de [MN]. De même (VΩ) est la médiatrice de [PQ]. Ω est bien le centre du cercle (T).
Un cercle de Tucker est caractérisé par son centre Ω situé sur (OL), distinct de O et de L.

### Autres propriétés
Le centre du cercle de Tucker est le milieu du segment formé par les centres des cercles circonscrits aux triangles ABC et A’B’C’.
En notant le rapport d'homothétie
{\displaystyle k={\frac {L\Omega }{LO}}={\frac {LU}{LA}}={\frac {LV}{LC}}={\frac {LW}{LB}}}
le rayon du cercle de Tucker vaut
{\displaystyle R_{T}=R{\sqrt {k^{2}+(1-k)^{2}\tan ^{2}\omega }}}
où R est le rayon du cercle circonscrit à ABC et ω son angle de Brocard.
Cas particuliers
On peut en déduire ainsi plusieurs cas particuliers de cercles de Tucker pour un triangle : 
- son cercle d'Apollonius (le cercle tangent intérieurement aux trois cercles exinscrits à ABC, pour {\displaystyle k={\frac {p(p^{2}-r^{2})}{abc}}}, avec r le rayon du cercle inscrit dans ABC et p son demi-périmètre)
- son cercle circonscrit (pour k = 1)
- ses deux cercles de Lemoine (pour k = 1/2 et k = 0, respectivement)
- son cercle de Taylor (pour {\displaystyle k=-\cos {\hat {A}}\cos {\hat {B}}\cos {\hat {C}}})
- son cercle de Gallatly (pour {\displaystyle k=\sin ^{2}\omega })
- son cercle de Kenmotu (pour {\displaystyle k={\tfrac {S}{S+{\frac {1}{2}}(a^{2}+b^{2}+c^{2})}}}, avec S la surface du triangle de référence)